# 贾学英
贾学英（1953年9月—），男，山东鄄城人，中华人民共和国政治人物，曾任中共泰安市委副书记、泰安市人民政府市长、山东省交通厅厅长等职，是第十届全国人大代表。
2016年因严重违纪被查，后被双开，并以受贿罪批捕。